# Partidul Conservatorilor și Reformiștilor Europeni
Partidul Conservatorilor și Reformiștilor Europeni (Partidul CRE), cunoscut anterior ca Alianța Conservatorilor și Reformiștilor Europeni (ACRE) (2009-2016), este un partid politic european conservator, ușor eurosceptic cu o platformă bazată pe reformarea Uniunii Europene bazându-se pe eurorealism, adică se opune unei respingeri totale a UE (antieuropenismul sau euroscepticismul dur).
Mișcarea politică a fost înființată pe 1 octombrie 2009, după crearea grupului politic din Parlamentul European al Conservatorilor și Reformiștilor Europeni (CRE). A fost oficial recunoscut de Parlamentul European în ianuarie 2010.
Partidul CRE este condus de un consiliu de administrație care este ales de Consiliu, care reprezintă toate partidele membre ECR. Comitetul executiv este compus din președintele Giorgia Meloni (prim-ministrul Italiei), vicepreședintele Jorge Buxadé (deputat spaniol al Parlamentului European) și vicepreședintele Radosław Fogiel (deputat polonez al Parlamentului).
Partidul este afiliat la Grupul Conservatorilor și Reformiștilor Europeni din Parlamentul European, la think tank-ul paneuropean New Direction – Fundația pentru Reformă Europeană și la organizația de tineret, Tinerii Conservatori Europeni. De asemenea, este asociat oficial cu Grupul Conservatorilor și Reformiștilor Europeni din Comitetul Regiunilor, din Congresul Consiliului Europei și din Adunarea Parlamentară a NATO. În Adunarea Parlamentară a Consiliului Europei, Partidul CRE formează Grupul Conservatorilor Europeni și Alianța Democrată cu Partidul Identitate și Democrație.

## Conducere
Partidul ECR a avut doi președinți:
| Nr. | Imagine                                                                            | Nume                             | În funcție | Partid                  | Stat membru    |
| --- | ---------------------------------------------------------------------------------- | -------------------------------- | ---------- | ----------------------- | -------------- |
| 1   | Debate of lead candidates for the European Commission presidency (32917075397).jpg | Jan Zahradil (născut în 1963)    | 2009–2020  | Partidul Civic Democrat | Republica Cehă |
| 2   |                                                                                    | Giorgia Meloni (născută în 1977) | 2020–      | Frații Italiei          | Italia         |

## Membri

### Partide membre
| Țară      | Nume partid | Abreviere | Cameră inferioară | Cameră superioară | Statut                |
| --------- | --- | --------- | ----------------- | ----------------- | --------------------- |
| Bulgaria  | Există un Astfel de Popor Има такъв народIma takav narod | ITN       | 18 / 240          | 18 / 240          | Guvern                |
| Bulgaria  | IMRO – Mișcarea Națională Bulgară ВМРО – Българско Национално Движение VMRO – Balgarsko Natsionalno Dvizhenie                                                   | VMRO      | 0 / 240           | 0 / 240           | Extraparlamentar      |
| Croația   | Suveraniștii Croați Hrvatski suverenisti | HS        | 1 / 151           | 1 / 151           | Opoziție              |
| Croația   | Patria și Adunarea Națională Dom i nacionalno okupljanje | DOMiNO    | 3 / 151           | 3 / 151           | Opoziție              |
| Croația   | Podul Most | Most      | 7 / 151           | 7 / 151           | Opoziție              |
| Cehia     | Partidul Civic Democrat Občanská demokratická strana | ODS       | 34 / 200          | 23 / 81           | Guvern                |
| Franța    | Identitate–Libertăți Identité-Libertés | IDL       | 3 / 577           | 0 / 348           | Opoziție              |
| Germania  | Noi Cetățenii Wir Bürger | WB        | 0 / 735           | 0 / 69            | Extraparlamentar      |
| Italia    | Frații Italiei Fratelli d'Italia | FdI       | 118 / 400         | 66 / 200          | Guvern                |
| Letonia   | Alianța Națională Nacionālā apvienība | NA        | 13 / 100          | 13 / 100          | Opoziție              |
| Lituania  | Uniunea Fermierilor și Verzilor Lituanieni Lietuvos valstiečių ir žaliųjų sąjunga                                                                               | LVŽS      | 8 / 141           | 8 / 141           | Opoziție              |
| Lituania  | Acțiunea Electorală a Polonezilor din Lituania – Alianța Familiilor Creștine Lietuvos lenkų rinkimų akcija – Krikščioniškų šeimų sąjunga                        | LLRA–KŠS  | 3 / 141           | 3 / 141           | Opoziție              |
| Luxemburg | Partidul Alternativa Reformei Democrate Alternativ Demokratesch Reformpartei Parti réformiste d'alternative démocratique Alternative Demokratische Reformpartei | ADR       | 5 / 60            | 5 / 60            | Opoziție              |
| Polonia   | Lege și Justiție Prawo i Sprawiedliwość | PiS       | 189 / 460         | 34 / 100          | Opoziție              |
| România   | Alianța pentru Unirea Românilor | AUR       | 61 / 330          | 28 / 134          | Opoziție              |
| România   | Alternativa Dreaptă | AD        | 0 / 330           | 0 / 134           | Opoziție              |
| Slovacia  | Libertate și Solidaritate Sloboda a Solidarita | SaS       | 19 / 150          | 19 / 150          | Opoziție              |
| Suedia    | Democrații Suedezi Sverigedemokraterna | SD        | 73 / 349          | 73 / 349          | Sprijin pentru guvern |

### Parteneri internaționali
| Țară          | Nume partid                        | Abreviere | Cameră inferioară | Cameră superioară | Statut   |
| ------------- | ---------------------------------- | --------- | ----------------- | ----------------- | -------- |
| Albania       | Partidul Republican al Albaniei    | PR        | 3 / 140           | 3 / 140           | Opoziție |
| Belarus       | Partidul BPF                       | BPF       | 0 / 110           | 0 / 64            | Interzis |
| Israel        | Likud – Mișcarea Național Liberală | Likud     | 32 / 120          | 32 / 120          | Guvern   |
| San Marino    | Domani Motus Liberi                | DML       | 5 / 60            | 5 / 60            | Opoziție |
| Statele Unite | Partidul Republican                | GOP       | 220 / 435         | 49 / 100          | Guvern   |